# 萤窗小语
《萤窗小语》，美籍华人作家刘墉的哲理散文集，书籍始创作于1973年，之後陸續出版《螢窗小語②》、《螢窗小語③》、《螢窗小語④》、《螢窗隨筆》、《螢窗小語⑤》、《螢窗小語⑥》、《螢窗小語⑦》，1985年後在台灣絕版。本條目指的是灕江出版社在中國大陸所出版的簡體中文版書籍。

## 内容
《萤窗小语》用一篇篇简洁的散文随笔组成了一本散文集，作者刘墉向读者讲述自己的为人处世的经验。透过一个个平凡的生活细节和人生故事来剖析人生智慧和生活哲理。